# Мітхат Байрак
Мітхат Байрак (тур. Mithat Bayrak; нар. 3 березня 1929, Адапазари, провінція Сакар'я — 20 квітня 2014, Дортмунд, Німеччина) — турецький борець греко-римського стилю, дворазовий чемпіон Олімпійських ігор. У 2011 році введений до Всесвітньої Зали слави Міжнародної федерації об'єднаних стилів боротьби.

## Життєпис
Мітат Байрак почав займатися боротьбою в 1948 році. Виступав за спортивний клуб «Сакар'я Гюнеш». Тренери — Газанфер Білге, Мехмет Октав, Хюсеїн Еркмен, Целал Атік. Вперше змагався на міжнародній арені на Середземноморських іграх 1955 року, де він посів четверте місце в напівсередній вазі. Змагаючись переважно в цій вазі, Байрак мав коротку, але успішну міжнародну кар'єру. Він виграв олімпійське золото в 1956 та 1960 роках, а також срібні нагороди на Середземноморських іграх 1959 року (у напівсередній вазі) та на балканському чемпіонаті 1959 року (у середній вазі). Байрак також змагався на чемпіонаті світу 1958 року, де він посів десяте місце в середній вазі.
Закінчив міжнародні виступи після Олімпіади 1960 року в Римі, хоча на короткий час повернувся, щоб позмагатися на Олімпіаді 1964 року, де закінчив змагання після третього раунду.
У 1961 році Байрак емігрував до Німеччини, і оселився у Віттені, де відкрив кілька ресторанів з дружиною. Продовжував боротися на місцевих турнірах майже 20 років за борцівський клуб KSV Witten 07 разом з такими легендарними іменами турецької боротьби, як Мюзахір Сілле та Ахмет Білек, а пізніше працював тренером з боротьби у КСВ Віттен 07.
Помер в Дортмунді у віці 85 років.

## Спортивні результати на міжнародних змаганнях

### Виступи на Олімпіадах
| Змагання                    | Збірна    | Вагова категорія                 | Місце  |
| --------------------------- | --------- | -------------------------------- | ------ |
| Літні Олімпійські ігри 1956 | Туреччина | греко-римська боротьба, до 73 кг | Золото |
| Літні Олімпійські ігри 1960 | Туреччина | греко-римська боротьба, до 73 кг | Золото |
| Літні Олімпійські ігри 1964 | Туреччина | греко-римська боротьба, до 73 кг | AC     |

### Виступи на Чемпіонатах світу
| Змагання                        | Збірна    | Вагова категорія                 | Місце |
| ------------------------------- | --------- | -------------------------------- | ----- |
| Чемпіонат світу з боротьби 1958 | Туреччина | греко-римська боротьба, до 79 кг | 10    |

### Виступи на інших змаганнях
| Змагання                              | Збірна    | Вагова категорія                 | Місце  |
| ------------------------------------- | --------- | -------------------------------- | ------ |
| Середземноморські ігри 1955           | Туреччина | греко-римська боротьба, до 73 кг | 4      |
| Середземноморські ігри 1959           | Туреччина | греко-римська боротьба, до 73 кг | Срібло |
| Балканський чемпіонат з боротьби 1959 | Туреччина | греко-римська боротьба, до 78 кг | Срібло |